# 金沢市立中央小学校

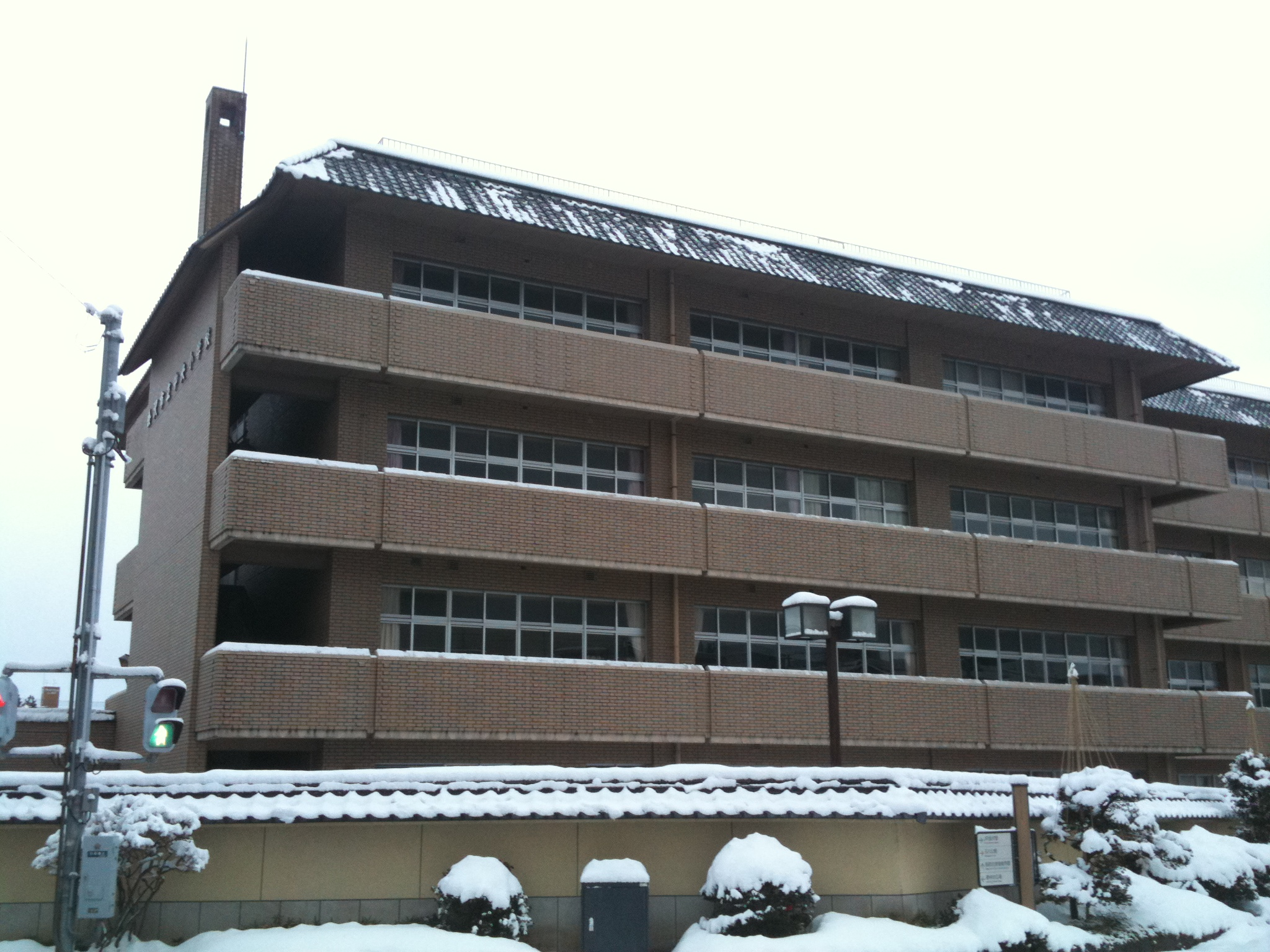
長町1丁目にあった当時の校舎（2011年1月撮影）。2023年4月より長町中学校が改修のうえ使用。

金沢市立中央小学校（かなざわしりつ ちゅうおうしょうがっこう、英語: Kanazawa Municipal Chuo Elementary School）は、石川県金沢市玉川町にある公立小学校。
金沢市の中心部にあり、1987年（昭和62年）に長町小学校、松ヶ枝町小学校、長土塀小学校、芳斎町小学校の4校を統合して誕生した。

## 概要
金沢市内中心部で1960年代から顕著となったドーナツ化現象により中心部の児童数が急減したことに伴い、1987年に長町小学校、松ヶ枝町小学校、長土塀小学校、芳斎町小学校の4校を統合して誕生した小学校である。
2022年に新築、移転した玉川町（現在地）の中央小学校校舎は、2019年7月に解体された金沢市立玉川こども図書館の旧・建物跡地と玉川公園の一部を変更した敷地を合わせた建設用地において、玉川こども図書館、金沢市公文書館とともに一体工事により建設整備されたものである。金沢市の中央地区教育施設再整備基本計画に基づいて行われた。

## 学校の歴史
- 長町、松ヶ枝町、長土塀、芳斎町を統合。
- 長町小学校跡地
  - 現・長町公民館・中央公民館長町館
  - 中央公民館長町館は老朽化のため、将来的に解体・移転する予定。[要出典]

- 松ヶ枝町小学校跡地
  - 現・松ヶ枝公民館・福祉館
  - 松ヶ枝福祉館は老朽化のため、将来的に解体・移転する予定。[要出典]

- 長土塀小学校跡地
  - 現・中央市民体育館・長土塀青少年交流センター・長土塀公民館
  - 中央市民体育館は将来的に解体・移転する予定。[要出典]

- 芳斎町小学校跡地
  - 1987年（昭和62年）に中央小学校芳斎分校となった後、2022年ごろまでに[注釈 6]解体[14][15]。跡地において、中央小学校芳斎分校（新校舎）・長町中学校芳斎分校の一体型校舎が、金沢市特別支援教育サポートセンター、金沢市芳斎公民館、金沢市立芳斎児童館との複合施設により整備されて[16]、2024年に竣工した[17]。

- 中央小学校・旧校地
  - 2017年9月4日、金沢市長は、金沢市議会9月定例会の提案説明で金沢市立玉川こども図書館及び玉川公園の一部の敷地に中央小学校新校舎を新築して移転するとともに、旧校地には金沢市立小将町中学校を移転させる方針を明らかにした[18]。その後、2022年4月、中央小学校は玉川町に移転し、それまで使用していた校地には、長町中学校が2023年4月に開校した。

## 沿革
《主要な出典：》
- 1987年（昭和62年）
  - 4月1日 - 開校。所在地：金沢市長町1丁目10番35号[19]。
  - 4月2日 - 開校記念式挙行[5]。
  - 7月10日 - 竣工式挙行[20]。
  - 8月22日 - 芳斎分校が旧・芳斎町小学校校舎を改築した新校舎に移転（所在地：金沢市芳斉2丁目3番8号）。
- 2014年（平成26年）4月1日 - 2学期制から3学期制に変更。
- 2016年（平成28年）10月6日 - 創立30周年記念式典挙行。
- 2020年（令和02年）7月12日 - 新校舎建設工事の安全祈願祭・起工式を挙行[11]。
- 2021年（令和03年）4月1日 - 芳斎分校が校舎建替えのため本校校舎に仮移転。
- 2022年（令和04年）
  - 4月1日 - 校舎を金沢市玉川町2番1号に移転。芳斎分校が旧・新竪町小学校跡の仮設校舎に移転。
  - 4月17日 - 新校舎竣工式挙行。
- 2024年（令和06年）3月25日 - 芳斎分校が金沢市芳斉2丁目3番8号に移転[21]。

## 通学区域
下柿木畠、竪町（42番地～82番地に限る）、大工町、片町1丁目、片町2丁目、木倉町、香林坊1丁目、香林坊2丁目、高岡町、武蔵町、上堤町、下堤町、博労町、青草町、上近江町、下近江町、十間町、下松原町、西町3番丁、西町4番丁、西町藪ノ内通、尾山町、南町、長町1丁目、長町2丁目、長町3丁目、中央通町、長土塀1丁目、長土塀2丁目、長土塀3丁目、三社町、昭和町（1番、2番、3番20号、5番8号～5番21号、6番1号～6番19号、6番21号～6番28号、11番19号～11番24号、13番3号～13番27号、13番33号～13番37号、14番～16番、20番、21番4号～21番17号に限る）、芳斉1丁目、芳斉2丁目、六枚町、玉川町、尾張町1丁目（1番1号～1番9号、11番1号～11番6号、11番26号、11番27号に限る）、尾張町2丁目（1番～5番、6番53号～6番57号、7番1号～7番6号、7番16号～7番18号、8番1号～8番7号に限る）、彦三町1丁目（1番、2番1号、2番18号～2番29号、4番1号、4番2号、4番32号～4番39号に限る）、彦三町2丁目(2番1号～2番3号、2番17号～2番19号に限る）、安江町（1番1号～1番10号、1番32号～1番41号、11番2号～11番34号、12番3号～12番33号、13番3号～13番28号、14番1号～14番5号、14番20号～14番23号、15番3号～15番6号に限る）、本町1丁目（1番、2番5号～2番46号、3番4号～3番24号に限る）、本町2丁目（1番～14番、18番1号～18番15号、18番31号、18番32号に限る）、柳町、島田町、玉井町、袋町、丸の内（4番、5番に限る｝、大手町（1番3号～1番8号に限る）、元菊町（1番～5番、6番6号～6番15号、10番6号～10番14号、11番1号～11番4号、11番21号、11番22号に限る）、大和町（1番、2番、3番1号～3番24号、3番36号～3番40号、4番、5番に限る）

## 進学先中学校
- 金沢市立長町中学校[23]

## 周辺
- 金沢市立玉川こども図書館
- 玉川公園
- 金沢市立玉川図書館
- 金沢市文化ホール
- 中央市民体育館
- 尾山神社
- 金沢市足軽資料館
- 長町武家屋敷跡

## 交通アクセス
- 金沢ふらっとバス（長町ルート）
  - 「玉川図書館」バス停から徒歩約1分
  - 「玉川公園」「松ヶ枝緑地」バス停から徒歩約3分
  - ただし、金沢駅からは、長町ルートが直通でないため、此花ルートに乗車して「近江町市場・市姫神社」バス停で下車。乗り継ぎバス停の「武蔵ヶ辻・金澤表参道」バス停で再び乗車して長町ルートに乗り換える必要がある。
- 西日本旅客鉄道（JR西日本）・IRいしかわ鉄道金沢駅、北陸鉄道北鉄金沢駅から徒歩約15分